# Xheni Karaj
Xheni Karaj (nacido en Tirana) es un activista albanés por los derechos LGBT, cofundador y actual ejecutivo de la organización Aleanca LGBT.

## Activismo político
Karaj y la activista LGBT Kristi Pinderi estuvieron entre los primeros activistas en lanzar el movimiento por los derechos LGBT en Albania. Karaj fue la primera mujer lesbiana reconocida en Tirana por la activista estadounidense Mindy Michels y su expareja Melissa Schraibman (esta última empleada de la embajada de Estados Unidos en Tirana). 
En mayo de 2012, mientras estaba en el estudio de un programa político titulado "Opinión" de TV Klan, Karaj hizo una "salida del armario imprevista" durante un intenso debate con Murat Basha, exvicepresidente del Partido Movimiento por la Legalidad. Basha comentó en el programa con la activista Kristi Pinderi: "Si mi hijo se vuelve como tú, será mejor que le dispare y vaya a la cárcel". Karaj describió el momento en una entrevista al periódico Panorama : "Mi reacción fue impredecible, llegó espontáneamente. El lenguaje utilizado por Murat Basha fue completamente inaceptable. Es trágico para las familias de niños homosexuales escuchar declaraciones de asesinato" .
Desde 2012, Karaj se encuentra entre los principales organizadores del Desfile del Orgullo Gay que se celebra en mayo en Dëshmorët e Kombit Bulvar en Tirana. También copresidió el proyecto "Think Politically", donde se presionó a los partidos políticos albaneses para que mantuvieran una postura sobre cuestiones LGBT por primera vez. Junto con Pinderi es autora de SkaNdal, un documental sobre la historia del movimiento LGBT en Albania . Ambos activistas también han construido el primer refugio residencial STREHA para jóvenes LGBT sin hogar.Karaj es el segundo activista LGBT de Albania que participa en el proyecto de Defensores de los Derechos Civiles, el Proyecto Natalia . Este proyecto fue concebido como un sistema de seguridad donde todos los defensores de derechos humanos tienen un brazalete que usan y pueden activar. Después de la activación, se transmite una señal a los miembros de este proyecto para ayudar al activista afectado. 

## Premios y reconocimientos
En 2022, Karaj recibió el premio Defensores de derechos civiles del año 2022, por su trabajo por el cambio político y social al defender reformas políticas, cambiar las actitudes de las personas y brindar protección y una comunidad para las personas LGBTI+ en Albania. 

## Vida privada
Karaj nació y creció en una familia con antiguas raíces en Tirana. Estudió psicología en la Facultad de Ciencias Sociales de la Universidad de Tirana .